# Zanonia indica
Thiết bát hay lục lạc dây (danh pháp khoa học: Zanonia indica) là một loài thực vật có hoa trong họ Cucurbitaceae. Loài này được Carl Linnaeus mô tả khoa học đầu tiên năm 1759.
Tên gọi tại Trung Quốc là 翅子瓜 (sí tử qua), nghĩa đen là dưa quả cánh.

## Mô tả
Dây leo thân gỗ dài 4–15 m; thân có đường kính 3–5 mm, nhẵn nhụi hoặc có lông, thường với bì khổng, các cành già có sẹo lá nhô cao. Các tua cuốn dài 5–15 cm, ở các cây non tại đỉnh với các miếng đệm dính có hình dạng không đều đường kính tới 5mm. Lá: phiến lá dạng màng hoặc gần như dạng da, hình trứng (rộng)-hình elip, 8–20 × 5–12 cm, đáy thuôn tròn rộng hoặc hình tim hoặc đôi khi hình mác, đỉnh tù hoặc gần tù, có mấu nhỏ, cả hai mặt nhẵn nhụi hoặc có lông; 2–5 gân lông chim và một cặp gân ở đáy, gân mắt lưới khác biệt ở mặt dưới; cuống lá dài 1,5–3 cm.
Cụm hoa đực: nhẵn nhụi hoặc có lông, dài (10)15–60 cm, phân nhánh ít hay nhiều (đôi khi cũng phân nhánh từ gốc), các nhánh bên dài tới 15 cm, hoa thường mọc thành chùm tới 5, các chùm cách nhau ít hay nhiều, các cụm hoa lớn hơn thường từ phần thân gỗ già hơn. Hoa đực: cuống hoa khá dày, dài 1–3(–5) mm, khớp nối ở khoảng giữa; các chồi đường kính 2–4 mm; lá đài dạng màng, gần như rời, hình gần tam giác, dài ~2 mm; cánh hoa hình trứng đến hình elip hẹp, dài 2,5–3,5 hoặc 5–7 mm, đỉnh hẹp, gần nhọn, có nhú ở mặt gần trục; nhị hoa xếp trên một đĩa mọng, để trống phần trung tâm, chỉ nhị dài 0,5–1 mm, mọng thịt, bao phấn hình elipxoit nằm ngang, dài (0,5 –)1 mm.
Cụm hoa cái: dài 5 – 40 cm, chùy hoa dạng chùm hoặc phân nhánh, ít hoặc nhiều hoa, hoa đơn độc (hoặc 2 hoa). Hoa cái: lá đài hình tam giác, dài 2–4 mm; cánh hoa hình trứng-hình elip hẹp, dài 3–8 mm, gần nhọn, có lông-nhú mịn; bầu nhụy hình gần trụ-hình nón ngược, 5–12 × 2–3 mm, nhẵn nhụi hoặc có lông; vòi nhụy rất ngắn, đầu nhụy với 2 sừng cong vào nằm ngang, có nhú.
Quả: rủ xuống, từ ít đến nhiều quả trên mỗi chùm quả, kích thước rất biến động, (4–)5–10 × 1,5–4,5(–5) cm, nhẵn nhụi, có lông hoặc có lông sau trở thành nhẵn nhụi.
Hạt: nhạt màu, hình elip, phẳng, không trang trí, 15(–20) × 8(–10) mm, có cánh xung quanh, cánh dạng da, thuôn dài và tròn ở cả hai đầu, 4–6(–8) × 1,3– 1,5(–2) cm.

## Phân bố
Loài bản địa khu vực từ Ấn Độ, Sri Lanka ở phía tây tới Trung Quốc, Đông Nam Á và New Guinea ở phía đông. Hiện được công nhận gồm 2 phân loài và 1 thứ như sau:
- Zanonia indica subsp. indica: Nguyên chủng. Miền nam Ấn Độ, Sri Lanka.[7] Hoa đực lớn hơn; cánh hoa dài 4–7 mm.[5]
- Zanonia indica subsp. orientalis W.J.de Wilde & Duyfjes, 2007: Từ đông bắc Ấn Độ (Assam) tới miền nam Trung Quốc, Đông Nam Á, New Guinea.[8] Các danh pháp đồng nghĩa bao gồm: Alsomitra simplicifolia Merr., 1922; Juppia borneensis Merr., 1922; Neoalsomitra simplicifolia (Merr.) Hutch., 1942; Zanonia indica var. angustifolia Cogn., 1881; Zanonia indica var. orientalis W.J.de Wilde & Duyfjes, 2007; Zanonia indica var. pubescens Cogn., 1881; Tinospora curtisii Ridl., 1920.[8] Hoa đực nhỏ hơn; cánh hoa dài 2,5–3,5 mm.[5]
- Zanonia indica var. paludosa W.J.de Wilde & Duyfjes, 2007: Borneo.[9] Hoa cái nhỏ hơn so với ở Zanonia indica subsp. orientalis; bầu nhụy dài ~5 mm; cánh hoa dài ~3 mm, quả dài ~5 cm, nhẵn nhụi; vỏ quả ngoài nhẵn bóng hoặc với nốt mụn mịn và đều.[5]